# 斜叶百里香
斜叶百里香（学名：Thymus inaequalis）为唇形科百里香属的植物。分布于俄罗斯以及中国大陆的内蒙古、黑龙江等地，生长于海拔350米至850米的地区，一般生于阳坡草地、山坡干燥处以及石砾地。